# Araneus grossus
Araneus grossus is een spinnensoort uit de familie wielwebspinnen. 
De vrouwtjes van deze spinnen bereiken een lengte van 15 tot 23 mm, de mannetjes komen maar tot 11 mm. Het prosoma is bruin met een lichte rand. De cheliceren zijn bruin, net als de vaag gestreepte poten. Het hoge achterlijf is licht- en donkerbruin met gele knobbels en tekeningen. Deze spin komt vooral voor in Zuid-Europa, soms in Centraal Europa, maar niet in Nederland en België. Ze leven op struiken van warme, zonnige locaties.